# Sąsiedzi (zespół muzyczny)
Sąsiedzi – zespół folkowo-szantowy założony w 2001 roku w Gliwicach. Od początku istnienia są zafascynowani tradycyjnym folkiem morskim, zwłaszcza szantami, dawnymi, marynarskimi pieśniami pracy, które zespół wykonuje a cappella, w aranżacjach na 7 głosów. W repertuarze grupy znaleźć można także muzykę irlandzką, bretońską, współczesną piosenkę żeglarską, muzykę dawną, a ostatnio także rodzimy folklor śląski, który aranżują na swój, folkowy sposób. Grają na akustycznych instrumentach, takich jak: mandolina, skrzypce, koncertina, bodhran, flet, gitara, drumla. 
Przez pierwsze lata działalności rozwijali warsztat, poszerzali repertuar, zdobywali nagrody. Laureaci większości nagród najważniejszych festiwali marynistycznych w Polsce, w tym: Średniego Dzwonu „Portu Pieśni Pracy”, Pierwszej Nagrody „Szant we Wrocławiu” i ważnych Grand Prix – festiwali „Tratwa” w Katowicach, „Szant w Giżycku”, czy wreszcie Grand Prix festiwalu Shanties w Krakowie – najważniejszego na polskiej tzw. scenie szantowej (dodajmy, że Sąsiedzi są najmłodszą grupą w historii tej nagrody z nadal działających, która to GP otrzymała). Na koncie mają też Nagrody Publiczności oraz Nagrody za piosenki premierowe, m.in. za „Upiorny dług” na festiwalu Shanties 2023 w Krakowie.
Od ponad 20 lat regularnie zapraszani na największe i najważniejsze festiwale w Polsce („Shanties”, „Szanty we Wrocławiu”, „Szanty Pod Żurawiem”, „Kubryk”, „Szanty w Kunicach”, „Port Pieśni Pracy”, „Tratwa”, „Kopyść”. W latach 2010–2017 byli gospodarzem Festiwalu Morza „Nad Kanałem” w Gliwicach, a od 2016 r. wraz z Fundacją Folk24 i Klubem im. Jana Kiepury współorganizują w Sosnowcu najpierw koncert, a obecnie festiwal „Folk nad Przemszą – Pieśni wędrowców”.
Regularnie odwiedzają też festiwale za granicą. Koncertowali wielokrotnie w Niemczech, Holandii, Czechach, Norwegii, Francji, USA, a ostatnio i w Kanadzie. Są jedynym polskim zespołem folku morskiego, który wystąpił na: Chante de Marin w Paimpol, „Bie Daip” w Appingedam, „Vegesack Maritim” w Bremie i wreszcie Sea Music Festival w Mystic Seaport Museum w USA. To najważniejsze festiwale marynistyczne na świecie. Występowali na scenie z największymi szantymenami na świecie: Patem Sheridanem z Irlandii, śp. Johnnym Collinsem i Jimem Mageeanem z Anglii, Geoffem Kaufmanem czy Simonem Spaldingiem z USA. 
Na koncie mają już ponad 550 koncertów oraz trzy płyty CD, jednego winyla, jedną EP-kę, jednego PENdrive'a i dwa single – „Here's A Health” jest pierwszym na świecie utworem nagranym i wydanym w nowym, wprowadzanym od kilku lat na światowy rynek muzyczny polskim systemie audio – PONA Sound, który w rewolucyjny sposób zmienia jakość odtwarzanego materiału.

## Skład zespołu
- Elżbieta Król - skrzypce, śpiew
- Dominika Płonka - flety, śpiew
- Jakub Owczarek - bodhrán, śpiew
- Kamil Piotr Piotrowski - mandolina, gitara, śpiew
- Dawid Patalong - gitara, śpiew
- Mirek Walczak - skrzypce, śpiew
- Marek „Wiklina” Wikliński - koncertina, drumla, bodhrán, śpiew

## Dyskografia
- Wrócić do Derry CD (2005)
- Broceliande CD (2008)
- Sąsiedzi | Folk & szanty 2001-2011 EP (2011)
- W kieszeni dolar CD (2018)
- W kieszeni dolar LP (2020)
- Here's A Health Singiel (2021)
- Here's A Health CD + PENdrive (2022)
- Upiorny dług Singiel (2023)